# Silver Lakes
Silver Lakes (o Helendale) è un census-designated place (CDP) degli Stati Uniti d'America, situato nello stato della California, nella contea di San Bernardino.